# Піший футбол
Піший футбол (англ. Walking football) — різновид футболу, винайдений у 2011 році, і в нього грають тисячі команд по всій Великій Британії.

## Огляд
Він спрямований на те, щоб залучити до футболу людей віком від 50 років, якщо через відсутність рухливости чи з інших причин вони не можуть грати в традиційну гру. Спортом можна займатися як у приміщенні, так і на відкритому повітрі. Висвітлення пішохідного футбольного сеансу, яке спочатку вважалося першоквітневим жартом, на Sky Sports News і в документальному фільмі, який транслювали на Sky Sports Football у жовтні 2017 року, призвело до того, що кілька інших клубів взяли цю версію гри. Відтоді ця ідея стала вірусною.
Зараз по всій Великій Британії проводяться тисячі команд і сесій, серед яких гравці старше 50, 60, 65, 70 і 75 років. Цей вид спорту також виявився популярним серед жінок старше 40 років.
Хоча він заснований на футболі (хоча і з більш ніж 50 відмінностями), ключовою відмінністю від стандартного футболу є те, що якщо гравець біжить, він пропускає вільний удар протилежній стороні. Це обмеження, разом із забороною на підкат, спрямоване як на те, щоб уникнути травм, так і на полегшення занять спортом тим, хто має фізичні недоліки. Спосіб занять спортом сприяє розвитку серцево-судинної системи, одночасно зменшуючи навантаження на організм. Це також допомагає учасникам вести активний спосіб життя.
У піший футбол спочатку грали без воротарів (хоча зараз воротарі грають у деяких варіаціях), і, що дуже важливо, м'яч ніколи не можна бити ногою вище рівня голови. У закритих і відкритих варіантах спорту використовуються різні футбольні м'ячі. Під час гри в приміщенні використовується футзальний м'яч розміром 4. Ігри на свіжому повітрі використовують традиційний футбольний м'яч. Розмір поля може змінюватися відповідно до різних місць. Довжина повинна бути від 18,3 до 36,6 метрів, а ширина — від 13,7 до 27,4 метрів.
Спорт був створений у 2011 році Джоном Крутом, але привернув увагу широкої громадськості в липні 2014 року, коли Barclays Bank, щоб просувати свої послуги, випустив телевізійну рекламу, що показує піший футбол.
Подібні повільніші види спорту включають нетбол, регбі, баскетбол, хокей (на основі хокею на траві) і крикет.